# Christuskirche (Lüdenscheid)

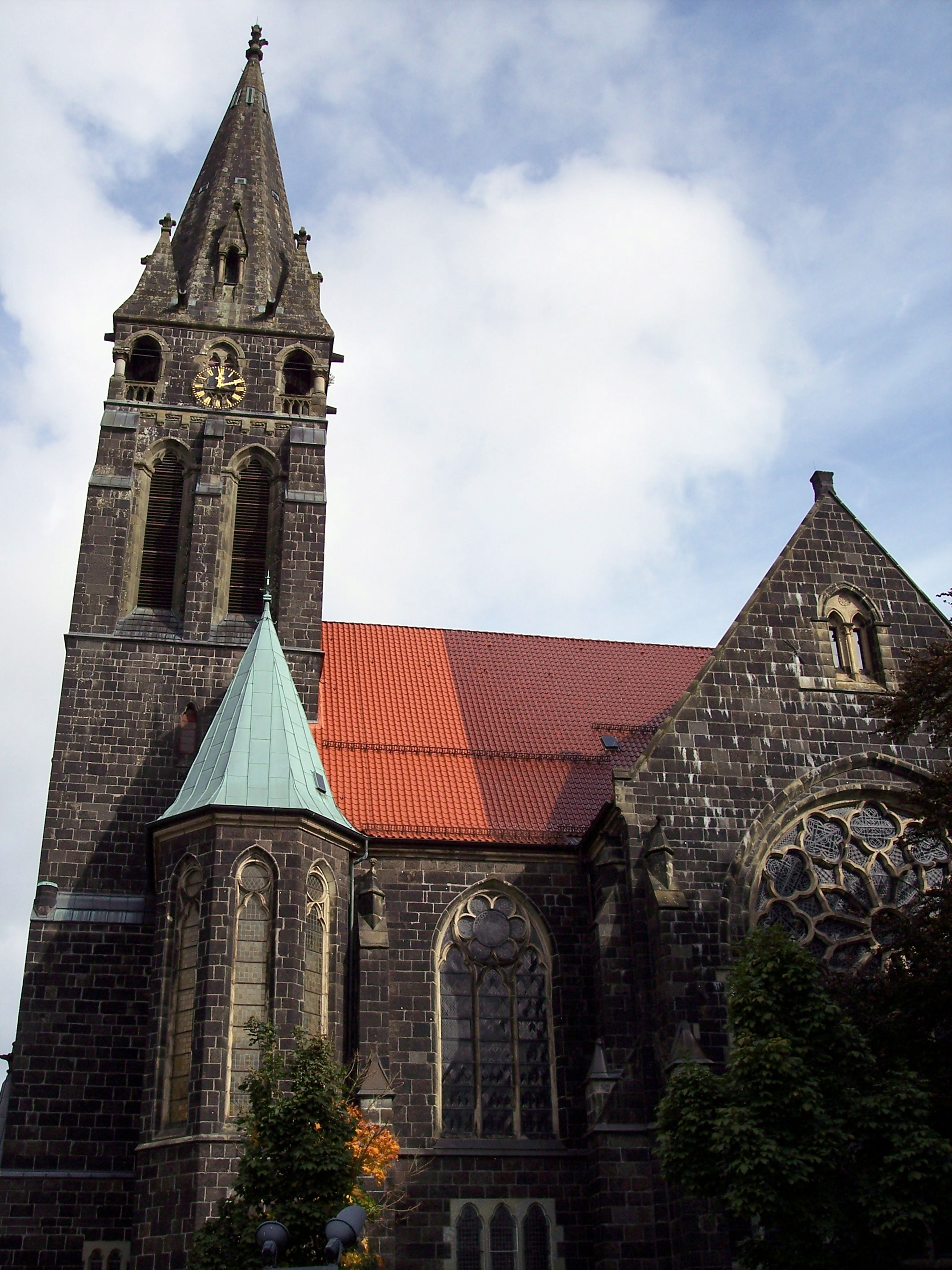
Christuskirche, Ansicht mit Turm von der Knapper Straße

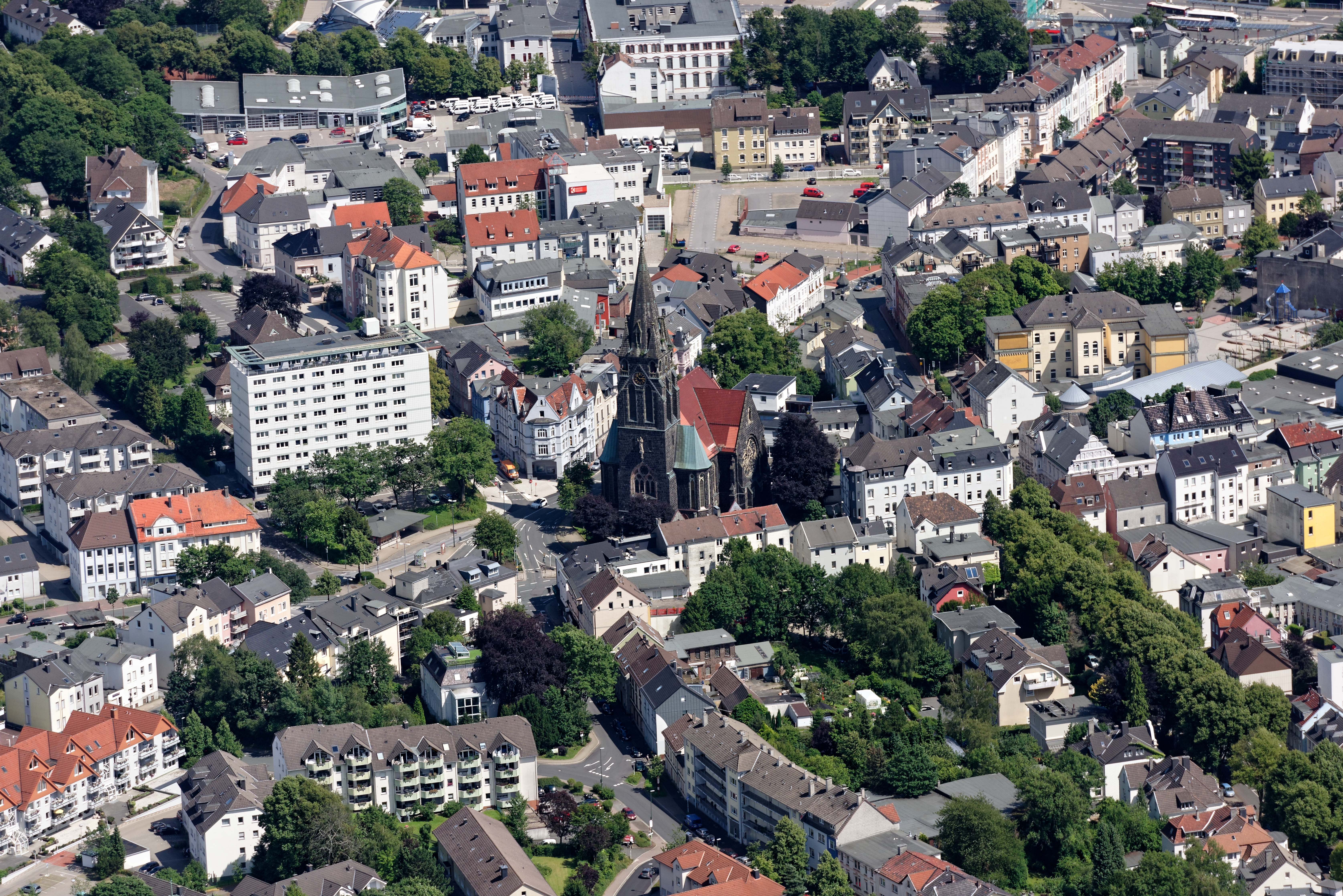
Luftbild der Christuskirche und Umgebung

Die Christuskirche ist Mittelpunkt und Eigentum der evangelischen Christus-Kirchengemeinde in Lüdenscheid. Sie ist neben der Erlöserkirche die zweite große evangelische Kirche in der Innenstadt und mit 1.200 Sitzplätzen das größte Gotteshaus im Märkischen Kreis.

## Geschichte
Nachdem die Kreuzkapelle im heutigen Bereich des Sternplatzes 1827 an die katholische Gemeinde abgegeben worden war, bestand in Lüdenscheids Innenstadt für Jahrzehnte nur ein evangelisches Gotteshaus, die seinerzeit noch Stadtkirche genannte heutige Erlöserkirche. Auch nach Errichtung von zwei Kirchen in Lüdenscheid-Land, 1890 der Kirche Oberrahmede und 1899 der Kreuzkirche Brügge, stand in der Stadt selbst der erforderliche evangelische Kirchenneubau noch aus. Starkes Bevölkerungswachstum in jener Zeit drängte dazu. Der Bau der großzügigen, aber angesichts des Bedarfs nicht überproportionierten Christuskirche erfolgte 1900–1902. Architekt war Gerhard August Fischer aus Barmen. Anlässlich der Weihe erhielt auch die Erlöserkirche ihren heutigen Namen. Schäden durch alliierten Beschuss 1945 konnten in der Folgezeit wieder beseitigt werden. Am 7. Juli 1986 wurde die Christuskirche in die Denkmalliste der Stadt Lüdenscheid eingetragen. In den Jahren 2018–2019 wurde der Kirchturm aufwändig saniert.

## Beschreibung
Der Kirchturm mit spitzem steinernem Helm ist mit 61,5 m der höchste in Lüdenscheid. Er ist beherrschend auf die sich westlich anschließende Achse der Heedfelder Straße ausgerichtet und bildet eine wichtige Dominante im Stadtbild. Das neugotische Gotteshaus ist an Bauformen der Hochgotik orientiert und hatte die Trinitatiskirche in Berlin-Charlottenburg als unmittelbares Vorbild.
Die Christuskirche entspricht weitgehend dem Wiesbadener Programm für evangelische Kirchenbauten. Der Emporenbau aus Werkstein besitzt ein Mittelportal an der Turmfront. Den Grundriss bildet ein griechisches Kreuz. In seinem Scheitel erweitert sich der Raum zu einem etwa 16,5 m hohen Gewölbe. Dem 21 × 17 m messenden Langhaus ist ein Querschiff mit 25 m Breite zugeordnet. Der Chor ist rund 9,50 m breit und 7 m tief.
Die beiden Rosettenfenster des Querschiffes haben einen Durchmesser von 8 m. Dem Namen Christuskirche wird Ausdruck verliehen durch die Darstellung der drei „Ämter“ Jesu: Außen am Turm über dem Hauptportal befindet sich die Figur des lehrenden Propheten, das Bild am neugotischen Steinaltar zeigt den wegen der Sünden der Menschen in Gethsemane Leidenden und im Rosettenfenster über dem Altar ist der den Tod besiegende Auferstandene zu erkennen, umgeben von auf dem Chorgewölbe dargestellten himmlischen Heerscharen.
Im Chorbereich finden sich weitere Hinweise auf Christus: Die Laibungen unterhalb des Gewölbebogens sind seit 1955 von Professor Thol mit den Figuren der 12 Apostel ausgemalt. Der Bogen selbst trägt die Inschrift „Jesus Christus, gestern und heute und derselbe auch in Ewigkeit“ (Hebräer 13,8).

## Orgel
Die Orgel wurde 1902 von dem Orgelbauer E.F. Walcker erbaut, und 1957 im Sinne der Orgelbewegung umdisponiert. 2008 wurde das Instrument von der Orgelwerkstatt Gebrüder Stockmann weitgehend in den Ursprungszustand zurückgeführt, wobei u. a. auch der Spieltisch rekonstruiert wurde. Die ursprünglich pneumatischen Trakturen wurden 1957 durch elektrische Trakturen ersetzt. Im Zuge der Restaurierung wurden die elektrischen Trakturen erneuert. Das Instrument hat 36 Register auf drei Manualen und Pedal.
| I Hauptwerk C– |                |       |
| 1.             | Prinzipal      | 16′   |
| 2.             | Prinzipal      | 8′    |
| 3.             | Hohlflöte      | 8′    |
| 4.             | Viola di Gamba | 8′    |
| 5.             | Gemshorn       | 8′    |
| 6.             | Octav          | 4′    |
| 7.             | Rohrflöte      | 4′    |
| 8.             | Octav          | 2′    |
| 9.             | Mixtur III-V   | 2 ⁄3′ |
| 10.            | Trompete       | 8′    |

| II Positiv C– |                 |       |
| 11.           | Flötenprinzipal | 8′    |
| 12.           | Konzertflöte    | 8′    |
| 13.           | Salicional      | 8′    |
| 14.           | Quintatön       | 8′    |
| 15.           | Traversflöte    | 4′    |
| 16.           | Viola           | 4′    |
| 17.           | Cornett III-V   | 2 ⁄3′ |
| 18.           | Oboe            | 8′    |

| III Schwellwerk C– |                 |     |
| 19.                | Liebl. Gedackt  | 16′ |
| 20.                | Geigenprinzipal | 8′  |
| 21.                | Dulciana        | 8′  |
| 22.                | Liebl. Gedackt  | 8′  |
| 23.                | Aeoline         | 8′  |
| 24.                | Vox coelestis   | 8′  |
| 25.                | Flauto dolce    | 4′  |
| 26.                | Fugara          | 4′  |
| 27.                | Piccolo         | 2′  |
| 28.                | Clarinette      | 8′  |

| Pedal C– |               |     |
| 29.      | Prinzipalbass | 16′ |
| 30.      | Violonbass    | 16′ |
| 31.      | Gedacktbass   | 16′ |
| 32.      | Subbass       | 16′ |
| 33.      | Violon Cello  | 8′  |
| 34.      | Oktavbass     | 8′  |
| 35.      | Oktavbass     | 4′  |
| 36.      | Posaunenbass  | 16′ |

- Koppeln: II/I (auch als Superoktavkoppel), III/I (auch als Super- und Suboktavkoppel), III/II, III/III (als Super- und Suboktavkoppel), I/I (als Super- und Suboktavkoppel), I/P, II/P, III/P

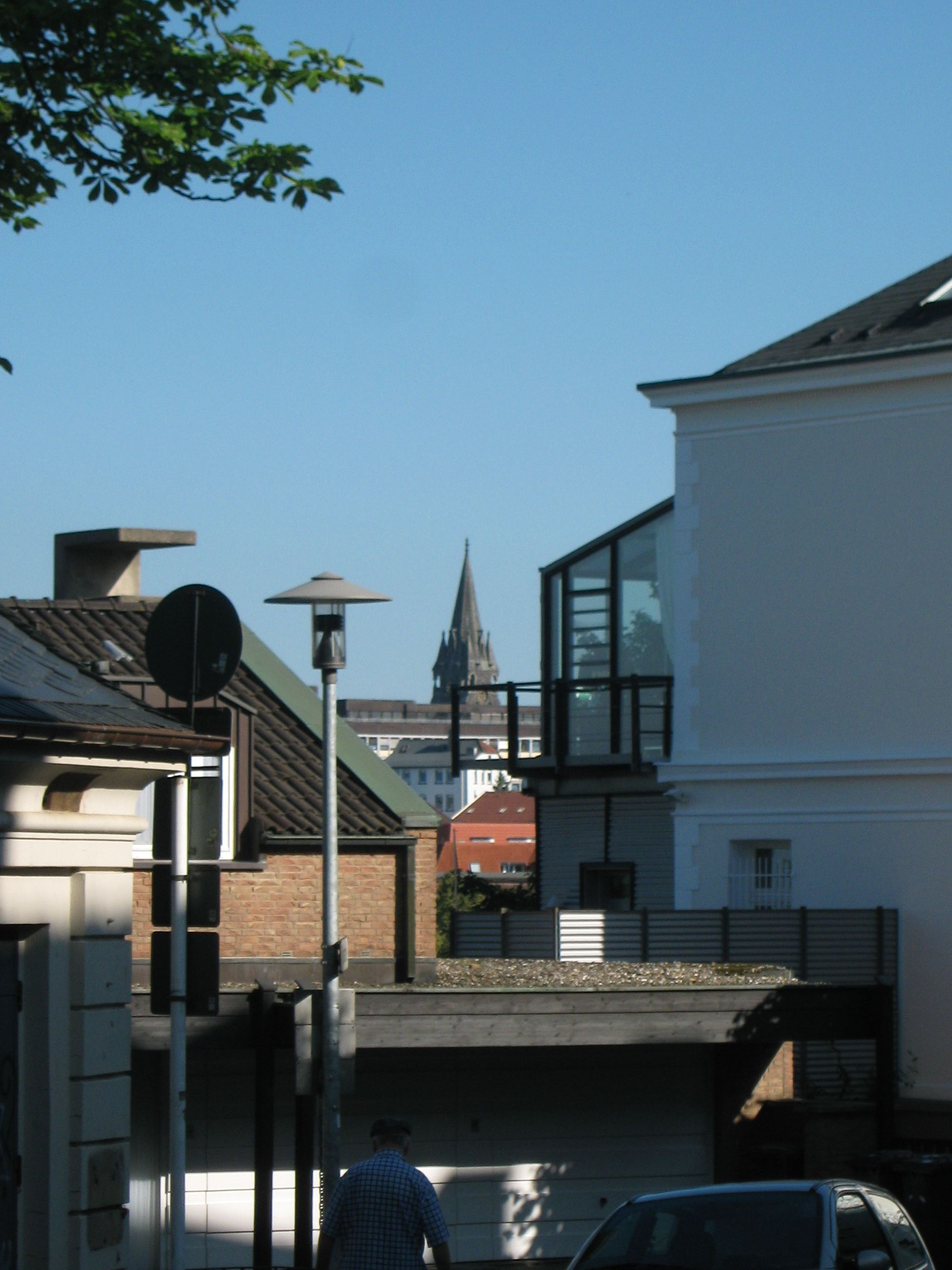
Blick von der Philippstraße Richtung Westen

## Gemeinde
Die Christuskirchengemeinde gehört zum Evangelischen Kirchenkreis Lüdenscheid-Plettenberg der Evangelischen Kirche von Westfalen. Sie besitzt drei Bezirke mit je einer Pfarrstelle (Oeneking, Wehberg und Knapp). Neben der Christuskirche besteht an der Bahnhofstraße ein Gemeindezentrum. Für den Pfarrbezirk Wehberg wurde 1979 die Markuskirche eingeweiht. Sie ersetzte seinerzeit eine provisorische Behelfskirche ("Barackenkirche") aus der Gründungsphase des umgebenden Neubaugebietes.
Die Christuskirchengemeinde unterhält zwei Kindergärten, einen an der Nordstraße und einen weiteren am Olpendahl, Wehberg.